# Cao Ly Quang Tông
Cao Ly Quang Tông (Hangul: 고려 광종, chữ Hán: 高麗 光宗; 925 – 4 tháng 7 năm 975, trị vì 949 – 975) là vị quốc vương thứ tư của Cao Ly. Ông là con trai thứ tư của Cao Ly Thái Tổ. Ông có tên húy là Vương Chiêu (왕소, 王昭), tự Nhật Hoa (일화, 日華).
Cao Ly đã chứng kiến nhiều thay đổi dưới thời trị vì của Quang Tông. Ở giai đoạn đầu, Quang Tông duy trì một thái độ thụ động trước giới quý tộc. Tuy nhiên, sau đó ông đã trưởng thành nhiều hơn và quyết liệt hơn. Choi Seung-Ro kể rằng thời kỳ trị vì của ông có thể được phân thành ba giai đoạn. Đầu tiên là dò dẫm, sau đó là củng cố quyền lực và cuối cùng là thanh trừng.
Ở thời kỳ đầu của Cao Ly, triều đình là một tổ chức của các gia tộc hùng mạnh. Hơn nữa, nhiều gia tộc trong số họ là những thế lực hỗ trợ cho ông. Thật không dễ để củng cố quyền lực của vương quyền và ông đã bắt đầu tìm cách. Quang Tông học hỏi xem làm thế nào để củng cố quyền lực của mình bằng cách đọc trinh quan chính yếu. Quang Tông nhận được sự ủng hộ của người dân bằng cách trợ giúp Phật giáo.
Nhiều người tị nạn Bột Hải đã trốn sang Cao Ly do các chính sách ủng hộ Bột Hải vào giữa thế kỷ thứ 10. Trong vài thập kỷ đầu tiên sau khi vương quốc Bột Hải sụp đổ, những người tị nạn Bột Hải đã được triều đình Cao Ly chào đón. Tuy nhiên, có vẻ như rất ít người tị nạn Bột Hải giữ được các vị trí cao ở Cao Ly vì việc phục vụ trong chính quyền nhà Liêu (đời vua Liêu Thế Tông) mang lại nhiều lợi ích hơn. Theo biên niên sử Cao Ly thì chỉ có sáu cái tên của các quan chức cấp cao Cao Ly gốc Bột Hải.
Năm 956, Quang Tông ban hành luật giải phóng nô lệ (노비안검법, 奴婢按檢法) để sửa chữa những tệ nạn của chế độ nô lệ là nô lệ thường bị coi thường và phản bội chủ nhân của họ. Sau khi biết chuyện này, Đại Mục Vương hậu tha thiết cầu xin, nhưng Quang Tông đã phớt lờ và từ chối lời cầu xin của bà ta, đồng thời ban hành lệnh giải phóng. Sự phản đối luật pháp của Đại Mục Vương hậu bắt nguồn từ gia tộc Hoàng Phủ thị ở Hoàng Châu, những người mà bà ta đang cố gắng bảo vệ lợi ích; tuy nhiên, trong mắt Quang Tông, gia đình ngoại của bà ta chỉ là một trong những gia đình quý tộc cần phải bị loại bỏ.
Hệ thống thi cử khoa cử được phổ biến đến Cao Ly vào năm 957 bởi một học giả Hán Lâm đến thăm tên là Shuang Ji từ Hậu Chu (đời vua Hậu Chu Thế Tông). Quang Tông rất hài lòng với Shuang Ji và yêu cầu ông ta ở lại triều đình Cao Ly vĩnh viễn.
Trong thời kỳ thứ hai, trọng tâm cải cách của Quang Tông là tăng cường sức mạnh của vua. Quang Tông bắt đầu đưa các gia tộc quyền lực ra khỏi triều đình Cao Ly. Quang Tông đưa Song Ký và những người nhập tịch xuất thân từ Trung Nguyên vào triều đình và bắt đầu tích cực cải cách. Ông đã thực hiện luật giải phóng nô lệ (노비안검법, 奴婢按檢法, Nô tì án kiểm pháp) vào năm 958, và "khoa cử" (Gwageo) vào năm 958.
Việc thi khoa cử đã giúp triều đình Cao Ly có được các nhân vật mới và có thể thải hồi người của các gia tộc hùng mạnh, phá vỡ sự kiểm soát của một số gia đình quyền lực đối với triều đình Cao Ly. Trên thực tế, bất kỳ thành viên nào của tầng lớp tự do lương dân (양민, 良民, yangin) đều được phép tham gia kỳ thi, mặc dù con cháu của các nhà sư, tội phạm và tiện dân (천민, 賤民, cheonmin) bị loại trừ. Các kỳ thi chính là văn học và có hai hình thức: bài kiểm tra viết văn (jesul eop) và bài kiểm tra kiến thức cổ điển (myeonggyeong eop). Những cuộc kiểm tra này chính thức được tổ chức ba năm một lần, nhưng trên thực tế, chúng cũng được tổ chức vào những thời điểm khác. Bài kiểm tra thành phần được coi là có uy tín hơn và những người nộp đơn thành công được chia thành ba cấp độ. Mặt khác, những thí sinh thành công trong kỳ thi cổ điển không được xếp hạng. Trong triều đại Cao Ly, khoảng 6000 người đã vượt qua kỳ thi viết văn, trong khi chỉ có khoảng 450 người vượt qua kỳ thi kiến thức cổ điển.
Các gia tộc có thế lực không hài lòng với thái độ tích cực cải cách của Quang Tông. Họ nhận thức được rằng mình sẽ bị thanh lọc dựa theo trực giác của vua. Cuối cùng, một số người trong số họ có ý định nổi loạn. Tuy nhiên, họ đã bị ông giết chết trước khi kịp hành động. Các ví dụ điển hình là việc hành quyết vương thân Hưng Hóa Cung Quân (흥화궁군), con trai của Huệ Tông và vương thân Khánh Xuân Viện Quân (경춘원군), con trai của Định Tông.
Quang Tông đã xây dựng các pháo đài dọc theo phía tây bắc và tích cực phát triển các công sự quân sự của các tỉnh Pyongan và Hamgyong ngày nay để phòng ngừa nhà Liêu (đời vua Liêu Mục Tông) xâm lược Cao Ly.
Theo Cao Ly sử, khoảng năm 959, người Nữ Chân (hậu duệ của vương quốc Bột Hải và người Mạt Hạt) vượt sông Áp Lục đến cư ngụ ở khu vực núi Bạch Đầu thuộc dãy núi Trường Bạch của Định An Quốc (đời vua Liệt Vạn Hoa).
Năm 962, Quang Tông lập liên minh với nhà Tống (đời vua Tống Thái Tổ) ở miền trung Trung Quốc và theo đuổi chính sách bành trướng về phía bắc. Ngoài ra, quốc gia của người Bột Hải là Định An Quốc (đời vua Liệt Vạn Hoa) ở vùng giữa sông Áp Lục còn tiến hành lập liên minh với nhà Tống và Cao Ly để chống lại nhà Liêu (đời vua Liêu Mục Tông).
Dưới thời Quang Tông, Cao Ly đã chinh phục vùng đất khá rộng lớn mà người Nữ Chân đang sinh sống ở đông bắc Cao Ly, khiến người Nữ Chân trở thành chư hầu cống nạp của Cao Ly.
Năm 972, Quang Tông phái Từ Hi (Seo Hui) làm sứ giả sang nhà Tống (đời vua Tống Thái Tổ) để bang giao hai nước Cao Ly và nhà Tống.
Quang Tông lâm trọng bệnh vào tháng 5 năm 975 và mất sau đó ít ngày. Thụy hiệu là Hoằng Đạo Tuyên Liệt Bình Thế Đại Thành Đại Vương (chữ Hán: 弘道宣烈平世大成大王, 홍도선열평세대성대왕), táng tại Hiến lăng (憲陵). Con trai cả là Vương Trụ lên nối ngôi, tức là vua Cao Ly Cảnh Tông.

## Gia quyến
- Phụ thân: Cao Ly Thái Tổ.
- Mẫu thân: Thần Minh Thuận Thành Vương thái hậu họ Lưu (신명순성왕태후 유씨).

### Hậu phi
- Đại Mục Vương hậu Hoàng Phủ thị (황보씨), con gái của Cao Ly Thái Tổ và Thần Tĩnh Vương thái hậu Hoàng Phủ thị (신정왕태후 황보씨), tức chị/em cùng cha khác mẹ với ông.
- Khánh Hòa Cung Phu nhân (경화궁부인), con gái của Huệ Tông và Nghĩa Hòa Vương hậu (의화왕후) Lâm Thị. Theo vai vế thì bà là cháu gọi Quang Tông bằng chú.

### Con cái
Tất cả đều là con của Đại Mục Vương hậu
1. Cao Ly Cảnh Tông Vương Trụ.
2. Hiếu Hòa Vương thái tử (효화태자), mất sớm.
3. Thiên Thu Điện phu nhân (천추전부인), lấy em họ là Thiên Thu Điện quân, con của Văn Nguyên Đại vương Vương Trinh (문원대왕 왕태). Vương Trinh là em ruột với Quang Tông.
4. Bảo Hoa Cung phu nhân (보화궁부인), không rõ hạ giá lấy ai.
5. Văn Đức Vương hậu (문덕왕후), trước lấy Hoằng Đức Viện quân, con trai của Thọ Mệnh Thái tử, em trai cùng cha khác mẹ với Quang Tông, có một con gái; sau tái giá với em họ là Cao Ly Thành Tông.

## Văn hóa đại chúng
- Được đóng bởi Jung Seung-woo trong bộ phim truyền hình năm 2009 Empress Cheochu của KBS.
- Được đóng bởi Jang Hyuk trong bộ phim truyền hình năm 2015 Shine or Go Crazy của đài MBC.[11]
- Được đóng bởi Lee Joon-gi trong bộ phim truyền hình năm 2016 Người tình ánh trăng - Bộ bộ kinh tâm: Lệ của đài SBS.[12]